# Список умерших в 805 году

## Февраль
- 25 февраля — Дэ-цзун (62), 12-й император династии Тан (779—805).

## Май
- 12 мая — Этельгард, 14-й архиепископ Кентерберийский (793—805).
- 18 мая — Пётр I, архиепископ Милана (784—805).

## Октябрь
- 27 октября — Цзя Дань, китайский картограф и государственный служащий времен империи Тан.

## Дата смерти неизвестна или требует уточнения
- Ван Бин, китайский государственный служащий и врач времен империи Тан.
- Кернах мак Фергуса, король Лагора (Южной Бреги) (800—805).
- Аль-Кисаи, учёный персидского происхождения, знаток арабского языка и грамматики из Куфы, один из семи знаменитых чтецов (кари) Корана, считается одним из создателей куфийской школы арабской грамматики.
- Кутлуг II, каган Уйгурского каганата (795—805).
- Мухаммад аш-Шайбани, правовед ханафитского мазхаба, один из кодификаторов мусульманского права и ученик имама Абу Ханифы.
- Химено Сильный, правитель владения, располагавшегося на территории современной Наварры.
- Хуэй Го, выдающийся буддийский монах, седьмой патриарх эзотерического буддизма.